# Ямато (група)
Вижте пояснителната страница за други значения на Ямато.
„Ямато“ е името на 10-членна японска група перкусионисти, свирещи на традиционни японски тайко и одайко. Групата е основана през 1993 г. от Маса Огава в град Нара. Старото име на града е Ямато, откъдето произлиза и името на групата.
Групата е изнесла над 3500 представления пред общо над шест милиона зрители в повече от 57 държави в света.